# Placy-Montaigu
Placy-Montaigu is een voormalige gemeente in het Franse departement Manche in de regio Normandië en telt 190 inwoners (2004). De plaats maakt deel uit van het arrondissement Saint-Lô.

## Geschiedenis
De gemeente is in 1834 ontstaan uit een fusie van die toenmalige gemeenten Montaigu en Placy. Placy-Montaigu maakte deel uit van het kanton Torigni-sur-Vire tot dat op 22 maart 2015 werd samengevoegd met het kanton Tessy-sur-Vire tot het kanton Condé-sur-Vire. Op 1 januari 2016 fuseerde Placy-Montaigu met Saint-Amand tot de commune nouvelle Saint-Amand-Villages.

## Geografie
De oppervlakte van Placy-Montaigu bedraagt 9,1 km², de bevolkingsdichtheid is 20,9 inwoners per km².
De onderstaande kaart toont de ligging van Placy-Montaigu met de belangrijkste infrastructuur en aangrenzende gemeenten.

## Demografie
Onderstaande figuur toont het verloop van het inwonertal (bron: INSEE-tellingen).